# Distribució de probabilitat circular
En probabilitat i estadístiques, una distribució circular o distribució polar és una distribució de probabilitat d'una variable aleatòria els valors de la qual són angles, normalment considerats en el rang Plantilla:Not a typo. Una distribució circular és sovint una distribució de probabilitat contínua i, per tant, té una densitat de probabilitat, però aquestes distribucions també poden ser discretes, en aquest cas s'anomenen distribucions de gelosia circular. Les distribucions circulars es poden utilitzar fins i tot quan les variables en qüestió no són explícitament angles: la consideració principal és que normalment no hi ha cap distinció real entre els esdeveniments que ocorren a l'extrem inferior o superior de l'interval, i la divisió de l'interval es podria fer tecionalment. en qualsevol moment.

## Representació gràfica
Si una distribució circular té una densitat
{\displaystyle p(\phi )\qquad \qquad (0\leq \phi <2\pi ),\,}
es pot representar gràficament com una corba tancada
{\displaystyle [x(\phi ),y(\phi )]=[r(\phi )\cos \phi ,\,r(\phi )\sin \phi ],\,}
on el radi {\displaystyle r(\phi )\,} s'estableix igual a
{\displaystyle r(\phi )=a+bp(\phi ),\,}
i on a i b s'escullen en funció de l'aparença.

## Exemples
En calcular la distribució de probabilitat dels angles al llarg d'una traça de tinta manuscrita, sorgeix una distribució polar en forma de lòbul. La direcció principal del lòbul en el primer quadrant correspon a la inclinació de l'escriptura (vegeu: grafonòmica).
Un exemple de distribució de gelosia circular seria la probabilitat de néixer en un mes determinat de l'any, i cada mes natural es considera disposat al voltant d'un cercle, de manera que "gener" està al costat de "desembre".